# Longueville-sur-Scie
Longueville-sur-Scie è un comune francese di 1 024 abitanti situato nel dipartimento della Senna Marittima nella regione della Normandia.

## Società

### Evoluzione demografica
Abitanti censiti